# George Calnan
George Charles Calnan (South Boston, 18 gennaio 1900 – Barnegat, 2 aprile 1933) è stato uno schermidore statunitense, vincitore di tre medaglie di bronzo nella scherma ai giochi olimpici.